# Bertram (Iowa)
Pour les articles homonymes, voir Bertram.
Bertram est une ville du  comté de Linn, en Iowa, aux États-Unis. Elle est fondée en 1858 et incorporée le 17 janvier 1914.

## Source de la traduction
- (en) Cet article est partiellement ou en totalité issu de l’article de Wikipédia en anglais intitulé « Bertram, Iowa » (voir la liste des auteurs).